# Kalje
Kalje su mjesto u općini Žumberak, u Zagrebačkoj županiji. Prema popisu stanovništva iz 2021. godine imale su 13 stanovnika. 
U selu se nalazi župna crkva Svetoga Mihaela. 
Sjedište je poštanskog ureda broj 10456.

## Stanovništvo
| broj stanovnika | 114   | 133   | 154   | 195   | 198   | 211   | 189   | 182   | 161   | 164   | 153   | 140   | 86    | 76    | 37    | 17    | 13    |
|                 | 1857. | 1869. | 1880. | 1890. | 1900. | 1910. | 1921. | 1931. | 1948. | 1953. | 1961. | 1971. | 1981. | 1991. | 2001. | 2011. | 2021. |

## Znamenitosti
- Tradicijska okućnica s mlinom – vodenicom, zaštićeno kulturno dobro

## Zanimljivosti
- Po naselju Kalje nosi ime Kaljska ulica u zagrebačkomu Španskom.